# 블루어-영역
블루어-영역(Bloor-Yonge Station)은 토론토 지하철 1호선 영-유니버시티선과 2호선 블루어-댄포스선의 환승역으로, 영과 블루어 스트리트에 위치해있다. 하루 평균 40만 명의 승객이 이용하는 이 역은 토론토에서 가장 바쁜 지하철역이다. TTC의 수많은 승객들이 매일 이 역을 지나가고 토론토 교통국에서 가장 중요한 지하철역이기도 하다.
하지만 블루어-영역의 중요성과는 달리 역 승강장은 교통국이 이렇게 많은 승객들이 탈 거라고 예상을 못한 채 지어졌다. 이에 따라 역 승강장은 포화 상태이며 특히 2호선의 섬식 승강장은 최근에 많은 비판을 받아왔다. 토론토 교통국은 이 역의 승객 수용량을 늘릴 수 있는 방법을 수십 년에 걸쳐 고안해왔으며 어떤 방책이 되었든 수억 달러의 예산이 들어갈 것으로 파악된다. 2019년 현재 블루어-댄포스선은 두 번째 승강장을 추가하는 데 예산을 지원받았고, 두 번째 승강장은 2026년 개통을 목표로 두고 있다.

## 역사

### 초기 역사
영-블루어가 토론토의 심장부가 된 건 불과 50년밖에 되지 않았다. 영 스트리트는 항상 토론토의 중심가였지만 블루어가 시내 동서를 잇는 간선 도로였음에도 불구하고 20세기 초반에만 해도 퀸 스트리트가 블루어보다 더 중요하였다. 이는 토론토 지하철의 초반 계획을 보면 알 수 있는데, 동서축 노선이 블루어가 아니라 퀸을 지나가도록 계획되었다. 토론토 교통국은 이 역을 확장하기 위해 다양한 방법을 고안하였고 시 당국은 블루어-댄포스선 승강장을 추가하는 10억 달러 규모의 공사를 추진하고 있다.
퀸 스트리트가 토론토의 첫 동서축 간선 도로였던 이유는 토론토가 온타리오호를 따라 성장하였으며 이후 북쪽으로 쭉 팽창하였기 때문이다. 퀸 스트리트에 지하철을 짓고자 하는 계획은 1970년까지 사그라들지 않았으며, 이제 와서야 퀸 스트리트를 따라 다운타운 릴리프선 (Downtown Relief line)에 대해 진지하게 논의하기 시작하였다. 하지만 퀸 스트리트는 온타리오호 때문에 동쪽으로 교외 확장에 제약이 있으며 애쉬브릿지만에서 북동쪽으로 호숫가가 이어지기 때문에 퀸 스트리트는 빅토리아파크 동쪽에서 멈추고, 스카버러 타운십의 교외 확장은 블루어 스트리트에서 이어지는 댄포스 애비뉴를 따라 이루어졌다. 이에 따라 토론토의 시내 중심도 점점 북쪽으로 향하였다. 이에 따라 퀸 스트리트가 더 이상 토론토의 중심 도로 역할을 수행할 수 없게 되었다.
20세기 초반만 해도 토론토의 시내는 던다스 남쪽에 치중되었다. 심지어는 칼리지도 덜 발전되었다. 영 지하철의 여느 다른 역과 같이 블루어역은 보통 크기로 지어졌다. 데이비스빌에 있는 TTC 본사를 설계한 영국계 캐나다인 건축가였던 찰스 B. 돌핀이 이 역의 설계를 맡았고 이 역은 상대식 승강장과 블루어 스트리트 남쪽에 있는 상가로 연결된 출입구를 선보였다. 영 지하철의 다른 역과 같이, 이 역의 외벽은 반짝거리는 비트로라이트 타일로 이루어졌고 색상은 노란색 타일에 테두리는 파란색이였다.
블루어역이 시내의 다른 역과 달랐던 점이 있었는데, 퀸역은 승강장 밑층에 노면전차가 지하로 다닐 수 있는 예비 승강장을 두었던 반면 블루어는 지상에 블루어 노면전차로 갈아탈 수 있는 환승 통로가 있었다.
1954년 이전에만 해도 블루어 스트리트와 댄포스 애비뉴를 따라 블루어 노면전차가 운행했을 뿐만 아니라 토론토 동쪽 끝에서 댄포스와 블루어를 따라가다 브로드뷰, 팔러먼트, 처치를 따라 토론토 시내로 향하는 노면전차 노선이 추가로 운행하였다. 서쪽에서는 비슷한 노선이 블루어를 따라가다 베이, 배서스트, 론세스빌즈를 따라 시내로 향하는 노선이 운행하였다. 영 지하철이 개통할 때, 동쪽 끝의 노면전차는 댄포스 노면전차로 단일화되었으며 블루어 노면전차는 영 동쪽에서 종착하였다. 이 종점 승강장은 개찰구를 따로 건널 필요 없이 지하철 승강장으로 연결되었는데, 외벽은 둥그런 스테인레스 재질이였다.
이에 따라 퀸 스트리트에 지하철을 지으려던 계획은 점차 중요성을 잃게 되었고 블루어 노면전차의 승객이 증가하면서 통합시의회는 결국 블루어와 댄포스에 지하철을 대신 추진하고, 유니버시티선을 통해 U자로 연결하기로 확정하였다.

### 건설 과정
기존에 있는 지하철을 잇는 지하철 노선을 새로 짓는 건 쉽지 않다. 영 지하철은 지상에 가까웠기 때문에 설계자들은 블루어-댄포스선 승강장을 기존 역 밑에 블루어 스트리트 북쪽으로 짓기로 하였다. 이에 따라 역 북쪽에 양쪽 승강장에서 블루어-댄포스선 승강장으로 이어지는 넓은 연결 통로를 지어야 했는데, 이에 따라 두 쌍의 계단과 에스컬레이터를 짓게 되었다. 이와 동시에, 이 연결 통로는 블루어 스트리트 북쪽에 있는 출입구로 계단과 에스컬레이터를 통해 이어져야 했다.
역 증축에 고려할 사항이 많았지만 기존 계획보다는 많이 축소되었다. 블루어-댄포스선 승강장을 섬식으로 지은 것은 앞으로의 혼잡을 감안하지 못하였다고 이후에 많은 비판을 받았는데, 당시 토론토 교통국은 역 근처의 공간이 부족할 뿐만 아니라 인근에 있었던 하천 지형을 감안했을 때 그렇게 지을 수 밖에 없었다는 게 통설이다. 섬식 승강장은 그 당시 최소한의 계단과 굴착을 동원한 절충안이였다.
토론토 교통국은 어떤 계단이 어느 승강장으로 이어지는 지 안내판을 설치해야 했는데, "N"은 북쪽 방면, "S"는 남쪽 방면 승강장으로 이어진다는 기호였다. 블루어-댄포스선 승강장은 영 지하철 승강장의 비트로라이트와는 달리 세라믹 타일로 지어졌는데, 타일 색상은 기존의 노란색 타일과 파란색 테두리 선을 유지하였다.
블루어-영역이 확장할 때, 토론토 교통국은 영 지하철 승강장에 화장실을 추가하였다. 화장실은 기존에 에글린턴역에만 있었으나 이후 블루어-댄포스선이 개통하면서 이즐링턴이나 워든역같은 종점에도 추가되었다.

### 영역 개통
블루어-댄포스선은 1966년 2월 25일에 개통하였다. 새로운 메자닌이 두 승강장을 이으면서, 공직자들이 하나둘씩 모여 리본을 자르고 명판을 공개하고 스위치를 켜면서 공식 개통하였다. 개통식 행사에는 당시 온타리오 주지사였던 존 로버츠와 그의 전임자였던 레슬리 프로스트, 토론토 시장 필립 기븐스, 통합시 의장 윌리엄 알렌, 토론토 교통국장 랄프 데이와 레스터 피어슨 캐나다 총리가 참석하였다. 연설이 끝나고 참석자들은 무대에서 내려와 영역에서 그린우드 차량기지까지 가는 기념식 첫 열차에 올랐다.
두 노선은 같은 출입구로 연결되었으나 노선 별로 각기 다른 이름을 썼다. 블루어 스트리트 북쪽의 새 출입구에는 "영 블루어" (YONGE BLOOR)라고 쓰였지만, 역의 환승 표 기기 일부는 역명을 "영" (YONGE), 다른 기기는 "블루어" (BLOOR)라고 표기하였다. 이는 1990년대 중반에 와서야 블루어-영으로 통일되었다.
영역이 개통하면서, 노면전차 환승 통로는 폐쇄되었다. 노면전차 섬식 승강장은 폐쇄되었으며, 선로는 콘크리트를 부어 가렸고 도로는 직선화되었다. 이는 대신 지하철역으로 이어지는 계단으로 대체되었고 스테인레스 외벽은 일부 유지되었지만 대부분 공간은 보관용으로 쓰게 되었다.

### 역세권 개발
블루어-영역이 환승역으로 발돋움하면서 인근 역세권이 개발되는 건 시간 문제였다. 1972년에 높이 135미터의 35층 건물인 허드슨 베이 센터가 영/블루어 북동쪽에 지어졌으며, 백화점 본사는 물론 상가 공간이 4만 6천 제곱미터가 넘었다. 블루어-영역 북쪽 대합 공간은 허드슨 베이 센터로 연결되었고 블루어 북쪽에 있었던 출구는 허드슨 베이 센터 출입구로 대체되었다. 허드슨 베이 센터 건물과 상가는 1974년에 개통하였다. 이후 컴버랜드 테라스도 지하 통로로 연결되어 시내의 PATH 지하 통로를 연상시켰다.
1970년대 역세권 개발, 인구 성장과 시내 상권이 호황을 누리면서 두 지하철의 승객수는 기하급수적으로 늘어났고, 이에 따라 심각한 승객 수용력 문제가 거론되었다. 1982년에 들어서서, 토론토 교통국은 영 지하철의 블루어역이 최대 수용량인 시간당 3만 4천 명이 넘는 승객을 실어나르고 있으며, 세인트조지역 또한 포화 상태에 가까워졌다. 이에 대비하여 토론토 교통국과 통합시 설계사들은 페이프역에서 남쪽으로 이어진 다음 토론토 시내의 유니언역 근처까지 서쪽으로 우회 지하철 노선을 짓는 방안을 추진하였다. 이에 따라 토론토 동쪽에서 시내로 가는 데 정차역 수가 줄어들고 블루어-영역의 승객을 어느정도 분산시킬 수 있게 되었다.
다운타운 릴리프선을 포함한 네트워크 2011 계획안의 비용은 물론 지하철 수용량을 늘리는 것을 꺼렸던 교외 지역 때문에 다운타운 릴리프선은 물거품이 되었다. 블루어-영을 포함한 시내의 다른 역들의 수용량 문제가 지금까지 계속해서 거론되고 있는 가운데, 토론토 교통국은 새로운 지하철을 짓지 않고 수용량을 늘리는 방법을 모색하였다. 이에 따라 TTC는 블루어-영역 확장 공사에 눈을 돌렸다.

### 역 확장
다운타운 릴리프선이 별다른 진전을 보이지 못하고 있는 상태에서 TTC 설계사들은 영 지하철의 승객 수용량을 시간당 3만 4천명 이상으로 끌어내릴 방법을 찾고 있었다. 이는 이후 몇 가지 난관에 봉착하였다. 당시 지하철은 130초 간격으로 운행하고 있었는데, 이를 120초 간격으로 이끌어내는 것은 매우 힘들었고 그럴려면 대규모 공사가 필요하였다. 핀치와 윌슨역의 회차선은 구조상 배차 간격을 120초 밑으로 이끌어낼 수가 없었다. 토론토 교통국은 종점을 바꾸거나 두 종점을 순환선으로 이으면서 90초 배차간격을 바랐지만, 주요 역에서 하차하는 승객들로 대기 시간이 증가하면서 배차 간격을 줄이는 것은 불가능하였다. 특히 블루어역은 1954년 개통 이후 좁은 승강장이 확장되지 않았고 대부분의 출입구가 북쪽에 치중되었기 때문에 승객들이 오가는 데 불편을 초래하였다. 이에 따라 교통국은 동선을 확보하고 배차 간격을 줄일 수 있는 방법을 모색해야 했다.
토론토 교통국이 고안해낸 방법은 3면 2선의 "스패니시 솔루션" (Spanish Solution)으로, 열차가 도착하면 문이 양쪽으로 열리되 한쪽은 승차 전용, 다른 쪽은 하차 전용으로 쓰이게 된다. 이렇게 하면 배차 간격을 이론적으로는 절반으로 줄일 수 있게 된다. 토론토 교통국은 이를 케네디역 스카버러 RT 승강장을 개량할 때 적극 사용하였는데, 2면 1선 승강장에 루프를 없애면서 승하차 시간을 줄였다. 하지만 블루어역은 두 선로 옆에 좁은 두 상대식 승강장이 있었고, 두 선로 사이에 섬식 승강장을 설치하려면 선로를 떼어내고 상대식 승강장 벽으로 밀어내야 했다. 또한 이 섬식 승강장을 어떻게 역의 다른 부분으로 연결할 것인지도 난제였는데, 블루어-댄포스선에 두 번째 승강장을 설치하는 방안도 검토되었다. 이에 따라 확장 공사 비용은 10억 달러에 달하고 역 전체를 적어도 6개월 동안 폐쇄해야 했다.
다른 방안으로는 분기점을 만들어 하나는 두 번째 터널로 이어져 파크 로드나 영 스트리트의 새로운 역으로 이어지는 방안도 검토하였지만 공사 비용이 더 불어날 것을 우려해 계획을 철회하였다. 블루어-댄포스선 역의 새로운 환승 지점은 인근 지형과 역세권 개발 등으로 그닥 현실적인 방법은 되지 못하였다. 역 확장 비용이 지하철 건설 비용에 수렴할 정도로 불어나자, 스패니시 솔루션 또한 전면 보류되었다.
하지만 영/블루어의 새로운 개발로 블루어역을 확장할 수 있었다. 1989년에 역 바로 위에 지어지는 제록스 센터가 착공하였고, 토론토 교통국과 같이 공사에 들어갔는데, 이에 따라 블루어역의 천장이 임시로 들어내고 교통국은 상대식 승강장을 넓히고 대부분의 중앙 기둥을 없앴다. 제록스 센터는 블루어역의 원래 출입구를 개조하여 남쪽 출입구를 헤이든 스트리트와 블루어 스트리트 이스트로 연결하였다. 이에 따라 승강장 북쪽의 혼잡이 어느정도 줄어들 거라 바랐지만 새 출입구를 이용하는 승객이 그렇게 많지 않아 빛을 발하지 못하였다. 확장 공사에는 3300만 달러에 가까운 예산이 들어갔고 제록스 센터는 1991년에 개장하였다.
교통국은 또한 블루어역을 새로 단장하였는데, 기존의 비트로라이트 타일을 제거하고 파란색 테두리의 흰색 세라믹 타일을 새로 붙였다. 영역은 거의 바뀐 게 없으며, 승강장 서쪽 끝에 무인 출입구가 영 동쪽, 컴버랜드 남쪽에 설치되었다. 공사는 1992년에 끝났고 이에 따라 역의 혼잡을 어느정도 줄이는 데 기여하였다. 그와 동시에 1990년대 초반에 경기 불황으로 토론토 시내의 일자리 수가 줄어들면서 승객 수가 20% 가까이 줄어들었다. 블루어-영역의 혼잡은 갑자기 큰 문제가 되지 않았다.

### 다시 포화 상태
2000년 이후 TTC 승객 수는 다시 증가하였다. 2009년에 들어서서 승객 수는 역대 최고치에 가까워졌는데, 블루어-영역의 수용량 문제가 다시 거론되었다. 2009년 11월, 교통국은 러시 아워에 직원들을 배치해 임시로 안전벽을 설치하였고 블루어-댄포스선에서 영 지하철 시내 방면으로 갈아타는 승객들을 남쪽 끝으로 분산시켰다. 승강장에서 멀리 떨어진 계단에서 올라온 승객들은 승강장 남쪽 끝으로 가거나 계단 위로 올라가서 핀치 방면 승강장으로 이동해야 했다. 남쪽 방면 열차에서 내리는 승객들은 승강장 북쪽으로 이동하여 반대편 환승객들을 피해 서쪽 메자닌으로 이동하였다.
교통국은 더 많은 직원들을 투입해 러시 아워에 동선을 적극 감시하였고 승객들이 안전하게 승하차할 수 있도록 도왔다. TTC는 또한 데이비스빌 차량기지에서 공석으로 출발해 블루어로 바로 가는 열차 4대를 투입하였다. 이에 따라 블루어역은 러시 아워에 남쪽으로 최대 29대의 열차가 정차할 수 있었다. 새로운 동선에 처음에는 혼선을 빚었지만 승객 분산책은 성공적이였다. 시범 도입 한 달만에 TTC는 승객 분산책을 영구 도입하였다.

### 현재
블루어역이 새 단장을 거친 반면에 블루어-댄포스선의 영역은 50년 넘게 그 모습 그대로를 유지하고 있다. 2007년 9월, TTC는 역 현대화 프로그램에 영역을 페이프와 더퍼린에 이어 세 번째로 재단장이 시급한 역으로 선정하였고 블루어-댄포스선 역에 엘리베이터를 설치하고 출입구를 추가 설치할 계획을 세웠다. 하지만 이 역에 별다른 예산은 배정되지 않았고 2014년에 안내판만 교체되었다.
영 지하철의 수용량을 늘리기 위해 신호 체계를 자동 열차 제어 장치 (ATC)로 바꾸는 공사가 이루어지고 있으며 신호 교체가 끝나는 대로 더 많은 열차를 투입할 수 있을 것으로 보인다. 이와 동시에 스파다이나선이 요크 대학교와 본까지 연장되면서 기존에 핀치역에서 영 지하철을 이용하던 1300여 명의 승객이 평일 러시 아워에 새로운 연장 구간을 이용하게 되었다.
하지만 이러한 방책이 단기적으로 수용량 문제를 해결하지는 않으며, 광역 토론토 지역이 점차 성장하면서, TTC 승객 수가 늘어나면서, 영 지하철이 랭스태프역까지 연장되면서 블루어역의 승객 수는 계속 늘어나기만 할 것으로 보인다. TTC 설계사들은 이제 블루어-영역을 단순히 확장하는 것만으로는 불충분하며 시의 설계가들과 메트로링스는 장기적으로 GO 트랜싯 열차를 북쪽으로 확장하고 다운타운 릴리프 선을 건축할 필요를 인지하고 있다.
2019년 4월, 토론토 시의회는 블루어-댄포스선 승강장을 신설하고 스마트트랙 프로그램을 통해 스토우빌선, 레이크쇼어 이스트선, 키치너선에 6개역을 추가하는 방안을 승인하였다. 2019년 8월 26일, 연방 정부는 블루어-영역의 승강장 신설 등에 10억 달러를 투자할 방침을 발표하였다.

## 근처 명소
이 역 근처에는 토론토 레퍼런스 도서관과 허드슨 베이 사가 운영하는 백화점인 '더 베이' 등이 있다. 또한 지하에는 컴버랜드 테라스, 매뉴라이프 센터, 홀트 렌프루 매장 및 베이역으로 연결되는 통로가 있다.

## 버스 연결편
블루어-영 역에서 갈아탈 수 있는 버스는 아래와 같다. 이 역에서 버스로 갈아타려면 역 밖에 있는 버스 정류장에서 갈아타야 하며, 프레스토 카드 또는 환승 표 등 출발 지점에서 요금을 지불했다는 증명이 필요하다.
|  |  |  |

|  |  |  |

|  |  |  |

|  |  |  |

|  |

|  |  |  |

|  |  |  |

|  |  |  |

|  |  |  |  |  |  |  |

|  |  |  |  |  |  |  |

|  |  |  |

| 플로렌스 |
| 애본데일 |

|  |  |  |

|  |  |  |

|  |  |  |

|  |  |  |

|  |  |  |

|  |  |  |

|  |  |  |

| 에스고어 |
| 윌슨     |

|  |  |  |

|  |  |  |

|  |  |  |

|  |  |  |

|  |  |  |  |  |

|  |  |  |

|  |  |  |

|  |  |  |

|  |  |  |

|  |  |  |

|  |  |  |  |  |

|  |  |  |

|  |  |  |

|  |  |  |

|  |  |  |  |  |

|  |  |  |

|  |  |  |  |  |

|  |  |  |  |  |

|  |  |  |  |  |

|  |  |  |  |  |

|  |  |  |  |  |  |  |

|  |  |  |  |  |  |  |

|  |  |  |  |  |  |  |

|  |  |  |  |  |

|  |  |  |  |  |

|  |  |  |  |  |

|  |  |  |  |  |  |  |

|  |  |  |

|  |  |  |

|  |  |  |

|  |  |  |

|  |

|  |  |  |

|  |  |  |

|  |  |  |

|  |  |  |  |  |  |  |

|  |  |  |  |  |  |  |

|  |  |  |

| 플로렌스 |
| 애본데일 |

|  |  |  |

|  |  |  |

|  |  |  |

|  |  |  |

|  |  |  |

|  |  |  |

|  |  |  |

| 에스고어 |
| 윌슨     |

|  |  |  |

|  |  |  |

|  |  |  |

|  |  |  |

|  |  |  |  |  |

|  |  |  |

|  |  |  |

|  |  |  |

|  |  |  |

|  |  |  |

|  |  |  |  |  |

|  |  |  |

|  |  |  |

|  |  |  |

|  |  |  |  |  |

|  |  |  |

|  |  |  |  |  |

|  |  |  |  |  |

|  |  |  |  |  |

|  |  |  |  |  |

|  |  |  |  |  |  |  |

|  |  |  |  |  |  |  |

|  |  |  |  |  |  |  |

|  |  |  |  |  |

|  |  |  |  |  |

|  |  |  |  |  |

|  |  |  |  |  |  |  |

|  |  |  |

|  |  |  |

|  |  |  |

|  |  |  |

|  |

|  |  |  |

|  |  |  |

|  |  |  |

|  |  |  |  |  |  |  |

|  |  |  |  |  |  |  |

|  |  |  |

| 플로렌스 |
| 애본데일 |

|  |  |  |

|  |  |  |

|  |  |  |

|  |  |  |

|  |  |  |

|  |  |  |

|  |  |  |

| 에스고어 |
| 윌슨     |

|  |  |  |

|  |  |  |

|  |  |  |

|  |  |  |

|  |  |  |  |  |

|  |  |  |

|  |  |  |

|  |  |  |

|  |  |  |

|  |  |  |

|  |  |  |  |  |

|  |  |  |

|  |  |  |

|  |  |  |

|  |  |  |  |  |

|  |  |  |

|  |  |  |  |  |

|  |  |  |  |  |

|  |  |  |  |  |

|  |  |  |  |  |

|  |  |  |  |  |  |  |

|  |  |  |  |  |  |  |

|  |  |  |  |  |  |  |

|  |  |  |  |  |

|  |  |  |  |  |

|  |  |  |  |  |

|  |  |  |  |  |  |  |

|  |  |  |

|  |  |  |

|  |  |  |

|  |  |  |

|  |

|  |  |  |

|  |  |  |

|  |  |  |

|  |  |  |  |  |  |  |

|  |  |  |  |  |  |  |

|  |  |  |

| 플로렌스 |
| 애본데일 |

|  |  |  |

|  |  |  |

|  |  |  |

|  |  |  |

|  |  |  |

|  |  |  |

|  |  |  |

| 에스고어 |
| 윌슨     |

|  |  |  |

|  |  |  |

|  |  |  |

|  |  |  |

|  |  |  |  |  |

|  |  |  |

|  |  |  |

|  |  |  |

|  |  |  |

|  |  |  |

|  |  |  |  |  |

|  |  |  |

|  |  |  |

|  |  |  |

|  |  |  |  |  |

|  |  |  |

|  |  |  |  |  |

|  |  |  |  |  |

|  |  |  |  |  |

|  |  |  |  |  |

|  |  |  |  |  |  |  |

|  |  |  |  |  |  |  |

|  |  |  |  |  |  |  |

|  |  |  |  |  |

|  |  |  |  |  |

|  |  |  |  |  |

|  |  |  |  |  |  |  |

|  |  |  |

|  |  |  |  |  |  |  |

|  |  |  |  |  |  |  |

|  |  |  |  |  |  |  |

|  |  |  |  |  |  |  |

|  |  |  |  |  |  |  |

|  |  |  |  |  |  |  |

|  |  |  |

| 미시소가 |
| 토론토   |

|  |  |  |

|  |  |  |

|  |  |  |

|  |  |  |

|  |  |  |

|  |  |  |  |  |

|  |  |  |  |  |  |  |

|  |  |  |  |  |  |  |

|  |  |  |  |  |  |  |

|  |  |  |  |  |  |  |

|  |  |  |  |  |  |  |

|  |  |  |  |  |  |  |

|  |  |  |  |  |  |  |

|  |  |  |  |  |  |  |

|  |  |  |  |  |  |  |

|  |  |  |  |  |  |  |

|  |  |  |  |  |  |  |

|  |  |  |  |  |  |  |

|  |  |  |  |  |  |  |

|  |  |  |  |  |  |  |

|  |  |  |  |  |  |  |

|  |  |  |  |  |  |  |

|  |  |  |  |  |  |  |

|  |  |  |  |  |  |  |

|  |  |  |  |  |  |  |

|  |  |  |  |  |  |  |

|  |  |  |  |  |  |  |

|  |  |  |

|  |  |  |  |  |

|  |  |  |

|  |  |  |

|  |  |  |

|  |  |  |

|  |  |  |  |  |

|  |  |  |  |  |

|  |  |  |  |  |  |  |  |  |

|  |  |  |  |  |  |  |

|  |  |  |  |  |  |  |

|  |  |  |  |  |  |  |

|  |  |  |  |  |

|  |  |  |  |  |

|  |  |  |  |  |

|  |  |  |  |  |

|  |  |  |  |  |

|  |  |  |  |  |

|  |  |  |

|  |  |  |

|  |  |  |

|  |  |  |

|  |  |  |

|  |  |  |

|  |  |  |  |  |

|  |  |  |

|  |  |  |

|  |  |  |

|  |  |  |  |  |

|  |  |  |  |  |

|  |  |  |

|  |  |  |

|  |  |  |

|  |  |  |

|  |  |  |

|  |  |  |

|  |  |  |

|  |  |  |

|  |  |  |  |  |

|  |  |  |  |  |

|  |  |  |

|  |  |  |

|  |  |  |  |  |

|  |  |  |  |  |

|  |  |  |  |  |

|  |  |  |  |  |

|  |  |  |  |  |

|  |  |  |

|  |  |  |  |  |  |  |

|  |  |  |  |  |  |  |

|  |  |  |  |  |  |  |

|  |  |  |  |  |  |  |  |  |

|  |  |  |  |  |  |  |  |  |

|  |  |  |  |  |  |  |  |  |

|  |  |  |  |  |  |  |

|  |  |  |  |  |  |  |

|  |  |  |  |  |  |  |

|  |  |  |  |  |

|  |  |  |  |  |

|  |  |  |

|  |  |  |  |  |  |  |

|  |  |  |  |  |  |  |

|  |  |  |  |  |  |  |

|  |  |  |  |  |  |  |

|  |  |  |  |  |  |  |

|  |  |  |  |  |  |  |

|  |  |  |

| 미시소가 |
| 토론토   |

|  |  |  |

|  |  |  |

|  |  |  |

|  |  |  |

|  |  |  |

|  |  |  |  |  |

|  |  |  |  |  |  |  |

|  |  |  |  |  |  |  |

|  |  |  |  |  |  |  |

|  |  |  |  |  |  |  |

|  |  |  |  |  |  |  |

|  |  |  |  |  |  |  |

|  |  |  |  |  |  |  |

|  |  |  |  |  |  |  |

|  |  |  |  |  |  |  |

|  |  |  |  |  |  |  |

|  |  |  |  |  |  |  |

|  |  |  |  |  |  |  |

|  |  |  |  |  |  |  |

|  |  |  |  |  |  |  |

|  |  |  |  |  |  |  |

|  |  |  |  |  |  |  |

|  |  |  |  |  |  |  |

|  |  |  |  |  |  |  |

|  |  |  |  |  |  |  |

|  |  |  |  |  |  |  |

|  |  |  |  |  |  |  |

|  |  |  |

|  |  |  |  |  |

|  |  |  |

|  |  |  |

|  |  |  |

|  |  |  |

|  |  |  |  |  |

|  |  |  |  |  |

|  |  |  |  |  |  |  |  |  |

|  |  |  |  |  |  |  |

|  |  |  |  |  |  |  |

|  |  |  |  |  |  |  |

|  |  |  |  |  |

|  |  |  |  |  |

|  |  |  |  |  |

|  |  |  |  |  |

|  |  |  |  |  |

|  |  |  |  |  |

|  |  |  |

|  |  |  |

|  |  |  |

|  |  |  |

|  |  |  |

|  |  |  |

|  |  |  |  |  |

|  |  |  |

|  |  |  |

|  |  |  |

|  |  |  |  |  |

|  |  |  |  |  |

|  |  |  |

|  |  |  |

|  |  |  |

|  |  |  |

|  |  |  |

|  |  |  |

|  |  |  |

|  |  |  |

|  |  |  |  |  |

|  |  |  |  |  |

|  |  |  |

|  |  |  |

|  |  |  |  |  |

|  |  |  |  |  |

|  |  |  |  |  |

|  |  |  |  |  |

|  |  |  |  |  |

|  |  |  |

|  |  |  |  |  |  |  |

|  |  |  |  |  |  |  |

|  |  |  |  |  |  |  |

|  |  |  |  |  |  |  |  |  |

|  |  |  |  |  |  |  |  |  |

|  |  |  |  |  |  |  |  |  |

|  |  |  |  |  |  |  |

|  |  |  |  |  |  |  |

|  |  |  |  |  |  |  |

|  |  |  |  |  |

|  |  |  |  |  |

|  |  |  |

|  |  |  |  |  |  |  |

|  |  |  |  |  |  |  |

|  |  |  |  |  |  |  |

|  |  |  |  |  |  |  |

|  |  |  |  |  |  |  |

|  |  |  |  |  |  |  |

|  |  |  |

| 미시소가 |
| 토론토   |

|  |  |  |

|  |  |  |

|  |  |  |

|  |  |  |

|  |  |  |

|  |  |  |  |  |

|  |  |  |  |  |  |  |

|  |  |  |  |  |  |  |

|  |  |  |  |  |  |  |

|  |  |  |  |  |  |  |

|  |  |  |  |  |  |  |

|  |  |  |  |  |  |  |

|  |  |  |  |  |  |  |

|  |  |  |  |  |  |  |

|  |  |  |  |  |  |  |

|  |  |  |  |  |  |  |

|  |  |  |  |  |  |  |

|  |  |  |  |  |  |  |

|  |  |  |  |  |  |  |

|  |  |  |  |  |  |  |

|  |  |  |  |  |  |  |

|  |  |  |  |  |  |  |

|  |  |  |  |  |  |  |

|  |  |  |  |  |  |  |

|  |  |  |  |  |  |  |

|  |  |  |  |  |  |  |

|  |  |  |  |  |  |  |

|  |  |  |

|  |  |  |  |  |

|  |  |  |

|  |  |  |

|  |  |  |

|  |  |  |

|  |  |  |  |  |

|  |  |  |  |  |

|  |  |  |  |  |  |  |  |  |

|  |  |  |  |  |  |  |

|  |  |  |  |  |  |  |

|  |  |  |  |  |  |  |

|  |  |  |  |  |

|  |  |  |  |  |

|  |  |  |  |  |

|  |  |  |  |  |

|  |  |  |  |  |

|  |  |  |  |  |

|  |  |  |

|  |  |  |

|  |  |  |

|  |  |  |

|  |  |  |

|  |  |  |

|  |  |  |  |  |

|  |  |  |

|  |  |  |

|  |  |  |

|  |  |  |  |  |

|  |  |  |  |  |

|  |  |  |

|  |  |  |

|  |  |  |

|  |  |  |

|  |  |  |

|  |  |  |

|  |  |  |

|  |  |  |

|  |  |  |  |  |

|  |  |  |  |  |

|  |  |  |

|  |  |  |

|  |  |  |  |  |

|  |  |  |  |  |

|  |  |  |  |  |

|  |  |  |  |  |

|  |  |  |  |  |

|  |  |  |

|  |  |  |  |  |  |  |

|  |  |  |  |  |  |  |

|  |  |  |  |  |  |  |

|  |  |  |  |  |  |  |  |  |

|  |  |  |  |  |  |  |  |  |

|  |  |  |  |  |  |  |  |  |

|  |  |  |  |  |  |  |

|  |  |  |  |  |  |  |

|  |  |  |  |  |  |  |

|  |  |  |  |  |

|  |  |  |  |  |

|  |  |  |

|  |  |  |  |  |  |  |

|  |  |  |  |  |  |  |

|  |  |  |  |  |  |  |

|  |  |  |  |  |  |  |

|  |  |  |  |  |  |  |

|  |  |  |  |  |  |  |

|  |  |  |

| 미시소가 |
| 토론토   |

|  |  |  |

|  |  |  |

|  |  |  |

|  |  |  |

|  |  |  |

|  |  |  |  |  |

|  |  |  |  |  |  |  |

|  |  |  |  |  |  |  |

|  |  |  |  |  |  |  |

|  |  |  |  |  |  |  |

|  |  |  |  |  |  |  |

|  |  |  |  |  |  |  |

|  |  |  |  |  |  |  |

|  |  |  |  |  |  |  |

|  |  |  |  |  |  |  |

|  |  |  |  |  |  |  |

|  |  |  |  |  |  |  |

|  |  |  |  |  |  |  |

|  |  |  |  |  |  |  |

|  |  |  |  |  |  |  |

|  |  |  |  |  |  |  |

|  |  |  |  |  |  |  |

|  |  |  |  |  |  |  |

|  |  |  |  |  |  |  |

|  |  |  |  |  |  |  |

|  |  |  |  |  |  |  |

|  |  |  |  |  |  |  |

|  |  |  |

|  |  |  |  |  |

|  |  |  |

|  |  |  |

|  |  |  |

|  |  |  |

|  |  |  |  |  |

|  |  |  |  |  |

|  |  |  |  |  |  |  |  |  |

|  |  |  |  |  |  |  |

|  |  |  |  |  |  |  |

|  |  |  |  |  |  |  |

|  |  |  |  |  |

|  |  |  |  |  |

|  |  |  |  |  |

|  |  |  |  |  |

|  |  |  |  |  |

|  |  |  |  |  |

|  |  |  |

|  |  |  |

|  |  |  |

|  |  |  |

|  |  |  |

|  |  |  |

|  |  |  |  |  |

|  |  |  |

|  |  |  |

|  |  |  |

|  |  |  |  |  |

|  |  |  |  |  |

|  |  |  |

|  |  |  |

|  |  |  |

|  |  |  |

|  |  |  |

|  |  |  |

|  |  |  |

|  |  |  |

|  |  |  |  |  |

|  |  |  |  |  |

|  |  |  |

|  |  |  |

|  |  |  |  |  |

|  |  |  |  |  |

|  |  |  |  |  |

|  |  |  |  |  |

|  |  |  |  |  |

|  |  |  |

|  |  |  |  |  |  |  |

|  |  |  |  |  |  |  |

|  |  |  |  |  |  |  |

|  |  |  |  |  |  |  |  |  |

|  |  |  |  |  |  |  |  |  |

|  |  |  |  |  |  |  |  |  |

|  |  |  |  |  |  |  |

|  |  |  |  |  |  |  |

|  |  |  |  |  |  |  |

|  |  |  |  |  |

|  |  |  |  |  |

|  |

|  |  |  |

|  |  |  |

|  |  |  |

|  |  |  |  |  |  |  |

|  |  |  |  |  |  |  |

|  |  |  |

| 플로렌스 |
| 애본데일 |

|  |  |  |

|  |  |  |

|  |  |  |

|  |  |  |

|  |  |  |

|  |  |  |

|  |  |  |  |  |

|  |  |  |

|  |  |  |

|  |  |  |

|  |  |  |  |  |

|  |  |  |  |  |

|  |  |  |

|  |  |  |  |  |

|  |  |  |

|  |  |  |

|  |  |  |

|  |  |  |  |  |

|  |  |  |

|  |  |  |  |  |

|  |  |  |  |  |

|  |  |  |  |  |

|  |  |  |  |  |

|  |  |  |  |  |  |  |

|  |  |  |  |  |  |  |

|  |  |  |  |  |  |  |

|  |  |  |  |  |

|  |  |  |  |  |

|  |  |  |  |  |

|  |  |  |  |  |  |  |

|  |

|  |  |  |

|  |  |  |

|  |  |  |

|  |  |  |  |  |  |  |

|  |  |  |  |  |  |  |

|  |  |  |

| 플로렌스 |
| 애본데일 |

|  |  |  |

|  |  |  |

|  |  |  |

|  |  |  |

|  |  |  |

|  |  |  |

|  |  |  |  |  |

|  |  |  |

|  |  |  |

|  |  |  |

|  |  |  |  |  |

|  |  |  |  |  |

|  |  |  |

|  |  |  |  |  |

|  |  |  |

|  |  |  |

|  |  |  |

|  |  |  |  |  |

|  |  |  |

|  |  |  |  |  |

|  |  |  |  |  |

|  |  |  |  |  |

|  |  |  |  |  |

|  |  |  |  |  |  |  |

|  |  |  |  |  |  |  |

|  |  |  |  |  |  |  |

|  |  |  |  |  |

|  |  |  |  |  |

|  |  |  |  |  |

|  |  |  |  |  |  |  |

|  |

|  |  |  |

|  |  |  |

|  |  |  |

|  |  |  |  |  |  |  |

|  |  |  |  |  |  |  |

|  |  |  |

| 플로렌스 |
| 애본데일 |

|  |  |  |

|  |  |  |

|  |  |  |

|  |  |  |

|  |  |  |

|  |  |  |

|  |  |  |  |  |

|  |  |  |

|  |  |  |

|  |  |  |

|  |  |  |  |  |

|  |  |  |  |  |

|  |  |  |

|  |  |  |  |  |

|  |  |  |

|  |  |  |

|  |  |  |

|  |  |  |  |  |

|  |  |  |

|  |  |  |  |  |

|  |  |  |  |  |

|  |  |  |  |  |

|  |  |  |  |  |

|  |  |  |  |  |  |  |

|  |  |  |  |  |  |  |

|  |  |  |  |  |  |  |

|  |  |  |  |  |

|  |  |  |  |  |

|  |  |  |  |  |

|  |  |  |  |  |  |  |

|  |

|  |  |  |

|  |  |  |

|  |  |  |

|  |  |  |  |  |  |  |

|  |  |  |  |  |  |  |

|  |  |  |

| 플로렌스 |
| 애본데일 |

|  |  |  |

|  |  |  |

|  |  |  |

|  |  |  |

|  |  |  |

|  |  |  |

|  |  |  |  |  |

|  |  |  |

|  |  |  |

|  |  |  |

|  |  |  |  |  |

|  |  |  |  |  |

|  |  |  |

|  |  |  |  |  |

|  |  |  |

|  |  |  |

|  |  |  |

|  |  |  |  |  |

|  |  |  |

|  |  |  |  |  |

|  |  |  |  |  |

|  |  |  |  |  |

|  |  |  |  |  |

|  |  |  |  |  |  |  |

|  |  |  |  |  |  |  |

|  |  |  |  |  |  |  |

|  |  |  |  |  |

|  |  |  |  |  |

|  |  |  |  |  |

|  |  |  |  |  |  |  |

## 인접한 역
| 1호선 영-유니버시티 | 1호선 영-유니버시티 | 1호선 영-유니버시티              |
| ------------------- | ------------------- | -------------------------------- |
| 로즈데일 핀치 방면  | 1호선 영-유니버시티 | 웰즐리 본 메트로폴리탄 센터 방면 |
| 2호선 블루어-댄포스 |                     |                                  |
| 베이 키플링 방면    | 2호선 블루어-댄포스 | 셔본 케네디 방면                 |